# Hyper montagnes russes

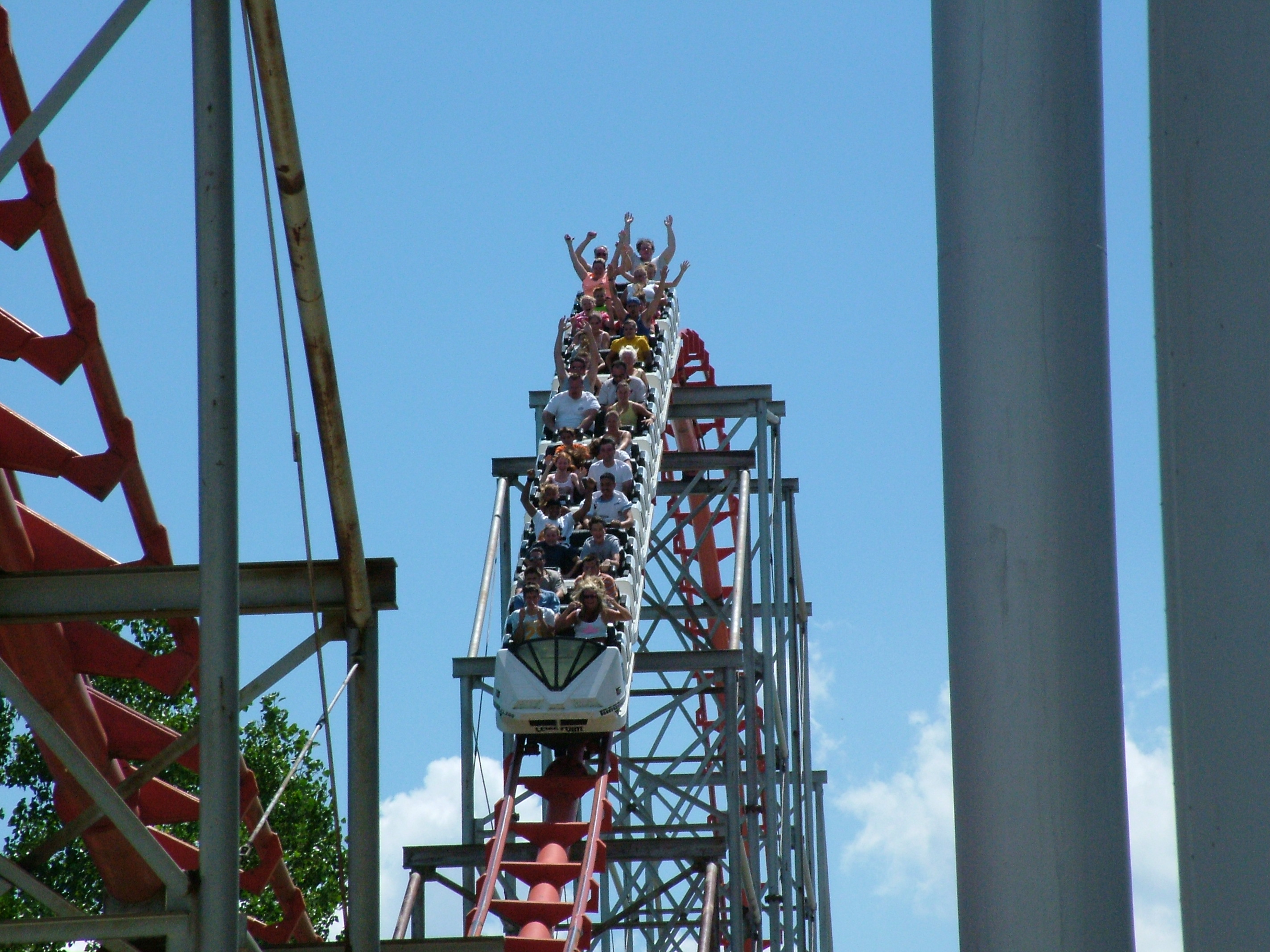
Magnum XL-200 à Cedar Point.

Le terme hyper montagnes russes (ou hypercoaster en anglais) désigne un type de montagnes russes en métal à sensations fortes avec une première descente de plus de 60 mètres. L'hypercoaster a été inventé par le constructeur Arrow Dynamics. Le premier modèle fut Magnum XL-200 à Cedar Point dans l'Ohio.

## Caractéristiques
Ce sont des montagnes russes en acier qui possèdent les caractéristiques suivantes :
- Première descente à plus de 60 mètres de haut.
- Enchaînement de bunny hop, overbanked turns, banked turn, spirales
- Train aérodynamique, parfois en escalier (deuxième rangée plus haute que la première)

## Constructeurs
Il en existe 6 :
- Arrow Dynamics (États-Unis) a arrêté sa production en 1994
- Intamin (Suisse) , premier modèle en 1999, premier modèle européen en 2001 (Expedition GeForce)
- Togo (Japon) , quelques modèles uniquement au Japon
- Giovanola (Suisse) a cessé sa production. Deux modèles aux États-Unis ; Goliath (2000) et Titan (2001), presque totalement identiques
- Bolliger & Mabillard (Suisse) premiers modèles en 1999
- D. H. Morgan Manufacturing (États-Unis), a été racheté par Chance Rides

## Montagnes russes de ce type
| Nom                                    | Parc                               | Pays                | Constructeur                | Année |
| -------------------------------------- | ---------------------------------- | ------------------- | --------------------------- | ----- |
| Magnum XL-200                          | Cedar Point                        | États-Unis          | Arrow Dynamics              | 1989  |
| Big One                                | Pleasure Beach, Blackpool          | Royaume-Uni         | Arrow Dynamics              | 1994  |
| Wild Thing                             | Valleyfair!                        | États-Unis          | D. H. Morgan Manufacturing  | 1996  |
| Fujiyama                               | Fuji-Q Highland                    | Japon               | Togo                        | 1996  |
| Steel Force                            | Dorney Park                        | États-Unis          | D. H. Morgan Manufacturing  | 1997  |
| Mamba                                  | Worlds of Fun                      | États-Unis          | D. H. Morgan Manufacturing  | 1998  |
| Apollo's Chariot                       | Busch Gardens Europe               | États-Unis          | Bolliger & Mabillard        | 1999  |
| Raging Bull                            | Six Flags Great America            | États-Unis          | Bolliger & Mabillard        | 1999  |
| Ride of Steel                          | Six Flags Darien Lake              | États-Unis          | Intamin                     | 1999  |
| Goliath                                | Six Flags Magic Mountain           | États-Unis          | Giovanola                   | 2000  |
| Superman the Ride anciennement Bizarro | Six Flags New England              | États-Unis          | Intamin                     | 2000  |
| Nitro                                  | Six Flags Great Adventure          | États-Unis          | Bolliger & Mabillard        | 2001  |
| Titan                                  | Six Flags Over Texas               | États-Unis          | Giovanola                   | 2001  |
| Superman - Ride Of Steel               | Six Flags America                  | États-Unis          | Intamin                     | 2001  |
| Expedition GeForce                     | Holiday Park                       | Allemagne           | Intamin                     | 2001  |
| Silver Star                            | Europa-Park                        | Allemagne           | Bolliger & Mabillard        | 2002  |
| Thunder dolphin                        | Tokyo Dome City                    | Japon               | Intamin                     | 2003  |
| Superman el Último Escape              | Six Flags Mexico                   | Mexique             | D. H. Morgan Manufacturing  | 2004  |
| Le Goliath                             | Six Flags La Ronde                 | Canada              | Bolliger & Mabillard        | 2006  |
| Leviathan                              | Canada's Wonderland                | Canada              | Bolliger & Mabillard        | 2012  |
| Behemoth                               | Canada's Wonderland                | Canada              | Bolliger & Mabillard        | 2008  |
| Shambhala                              | PortAventura Park                  | Espagne             | Bolliger & Mabillard        | 2012  |
| Skyrush                                | Hersheypark                        | États-Unis          | Intamin                     | 2012  |
| Wicked Twister                         | Cedar Point                        | États-Unis          | Intamin                     | 2002  |
| Cannibal                               | Lagoon                             | États-Unis          | Lagoon                      | 2015  |
| Flash                                  | Lewa Adventure                     | Chine               | Mack Rides                  | 2016  |
| Flying Aces                            | Ferrari World Abu Dhabi            | Émirats arabes unis | Intamin                     | 2016  |
| Valravn                                | Cedar Point                        | États-Unis          | Bolliger & Mabillard        | 2016  |
| Coaster Through the Clouds             | Nanchang Wanda Park                | Chine               | Intamin                     | 2016  |
| Mako                                   | SeaWorld Orlando                   | États-Unis          | Bolliger & Mabillard        | 2016  |
| Red Force                              | Ferrari Land                       | Espagne             | Intamin                     | 2017  |
| DC Rivals HyperCoaster                 | Warner Bros. Movie World Australia | Australie           | Mack Rides                  | 2017  |
| Steel Vengeance                        | Cedar Point                        | États-Unis          | Rocky Mountain Construction | 2018  |
| Hyperion                               | Energylandia                       | Pologne             | Intamin                     | 2018  |
| Yukon Striker                          | Canada's Wonderland                | Canada              | Bolliger & Mabillard        | 2019  |
| Steel Curtain                          | Kennywood                          | États-Unis          | S&S - Sansei Technologies   | 2019  |
| Zadra                                  | Energylandia                       | Pologne             | Rocky Mountain Construction | 2019  |
| Orion                                  | Kings Island                       | États-Unis          | Bolliger & Mabillard        | 2020  |
| Iron Gwazi anciennement Gwazi          | Busch Gardens Tampa                | États-Unis          | Rocky Mountain Construction | 2022  |
| Candymonium                            | Hersheypark                        | États-Unis          | Bolliger & Mabillard        | 2020  |
| Hyperia                                | Thorpe Park                        | Royaume-Uni         | Mack Rides                  | 2024  |